# Adrianus François Goudriaan

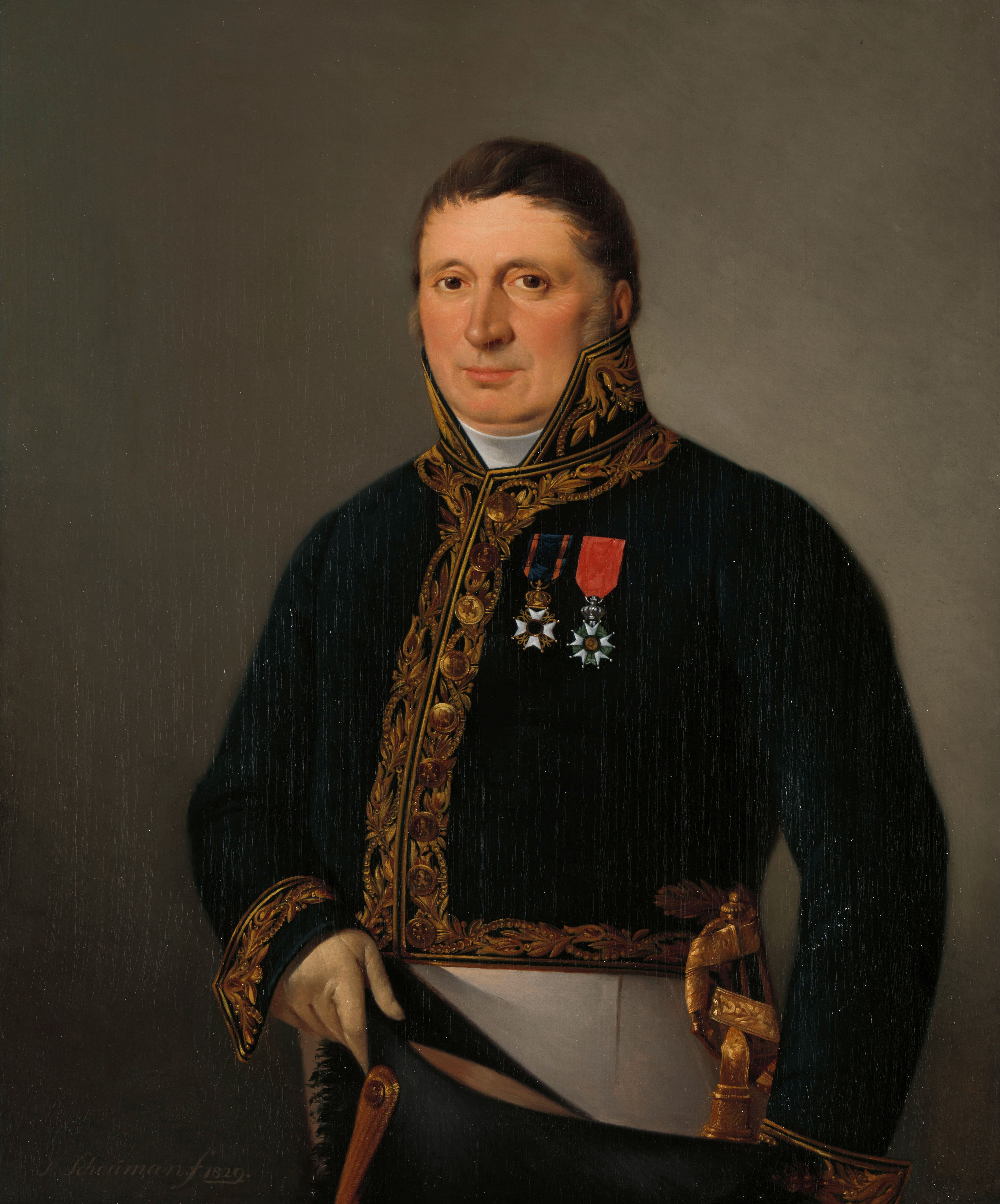
Portret van inspecteur-generaal A.F. Goudriaan door Izaak Schouman, 1829.

Adrianus François Goudriaan (Ameide, 1 augustus 1768 - Rijswijk, 2 juni 1829) was Inspecteur-Generaal van Waterstaat onder Koning Willem I. In de tijd dat Goudriaan leefde kwam het vaak voor dat men namen verfranste. Op 7 augustus 1768 werd Adriaan dan ook gedoopt in de kerk van Ameide met de Franse namen Adrianus Francois (in zijn doopakte geschreven met een c, niet met een ç).

## Zijn opleiding en de tijd van de Republiek
Al op jonge leeftijd ging Goudriaan met zijn vader mee. In 1781 (hij was toen 13 jaar) ging hij regelmatig naar de bouw van de haven bij Nieuwediep, waar zijn vader de leiding had. Zijn vader verhuisde in 1782 naar Amsterdam waar hij een soort Directeur Gemeentewerken werd. Goudriaan kreeg daardoor goede contacten met invloedrijke mensen van de marine. Hij heeft in deze tijd waarschijnlijk ook les gehad van privé docenten in de wiskunde. In 1785 kreeg hij zijn eerste eigen opdracht, hij moest een deel van de Overbraken buitenpolder bij de Spaarndammerdijk bij Amsterdam opmeten. In 1786 deed hij examen als landmeter en werd toegelaten als landmeter van het Hof van Holland. In dat jaar werd hij aangesteld als waterbouwkundig ambtenaar van Amsterdam en in 1788 als opzichter bij het indijken van de polders Riet- en Wulfdijk, Beoosten Blij- en Canisvliet in oostelijk Staats-Vlaanderen.

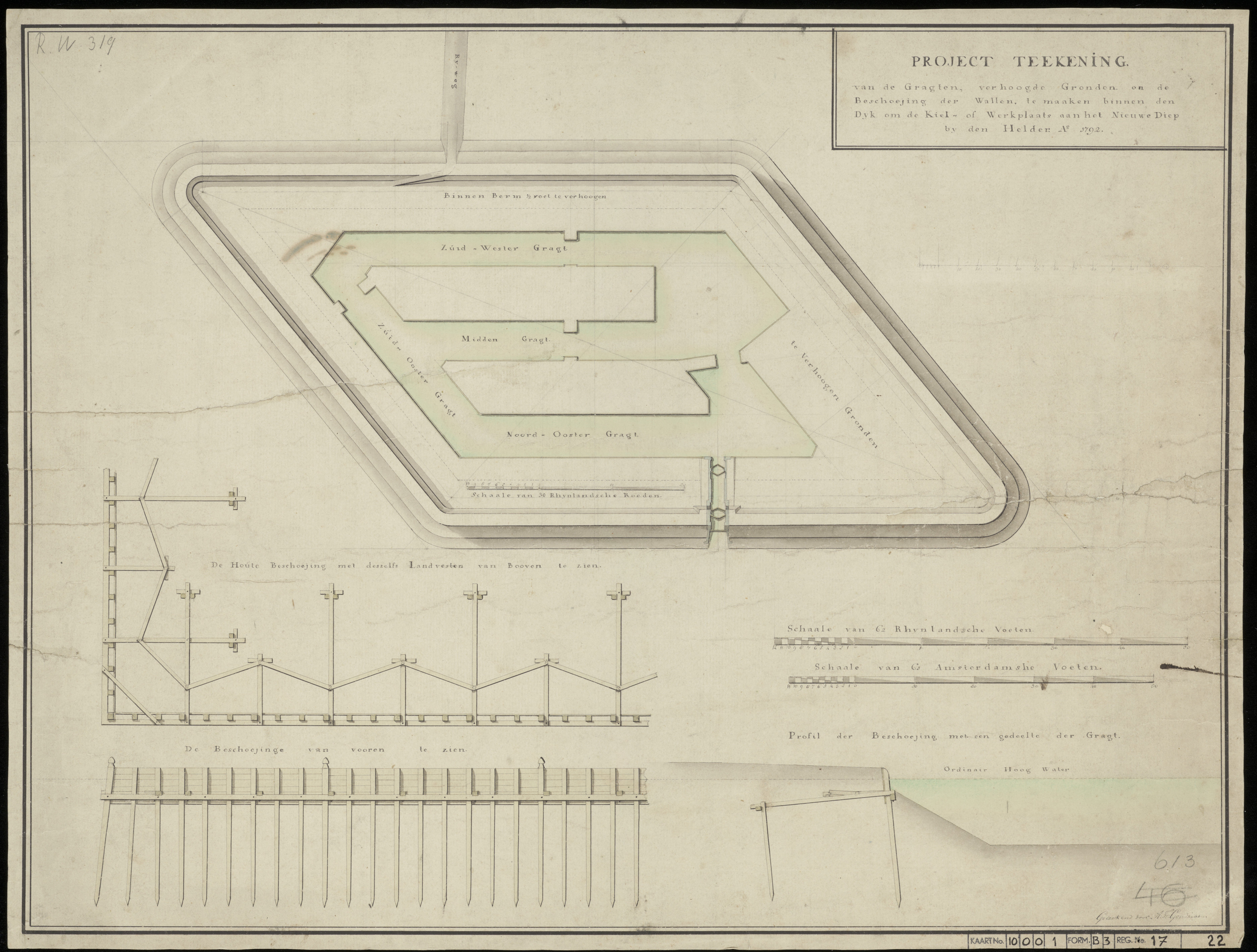
Ontwerp van de kielplaats bij Nieuwediep

Deze werken kwamen in 1790 gereed en daarna kreeg Goudriaan onder Christiaan Brunings een baan bij de toen in aanbouw zijnde haven van het Nieuwediep, waar een door hem ontworpen schut- en uitwateringssluis gebouwd werd voor een kielplaats. Bij dit werk moesten diepe funderingsputten gemaakt worden en hij schreef daarover een verhandeling die pas in 1796 uitgegeven is.

## De Bataafse Republiek en het Koninkrijk Holland
Hij werd na de omwenteling van 1795 belast met de leiding van de marinewerken in het noordelijk deel van Holland en met de waterstaatswerken in die provincie. Hij kreeg als standplaats Alkmaar, waarbij hem Alkmaar als standplaats aangewezen werd. In eerste instantie waren dat van 1797 tot 1800 de havenwerken en magazijnen te Medemblik, want die haven werd door de marinestaf meer geschikt gevonden dan het Nieuwediep. In 1797 werd Leendert den Berger ontslagen (hij was een orangist) als opziener voor de werken in Nieuwediep, en kreeg Goudriaan die functie. Toch was de voorkeur van de marinestaf om in Medemblik te blijven, en Goudriaan maakte daar een groot magazijn en liet havenbekkens uitbaggeren. Door de Engels-Russische invasie van 1799 zorgde wel voor de nodige vertraging.
in 1800 kwam er een nieuwe waterstaatsorganisatie. Hij werd toen commissaris-inspecteur voor het departement Texel. Niet lang daarna, bij de volgende reorganisatie in 1803 werd hij inspecteur in een deel van Holland. In verband met het overlijden van Brunings werd hij in 1805 lid der commissie voor de Nieuwkoopse en Zevenhovensche droogmakerij. Onder koning Lodewijk Napoleon werd de Waterstaat nog mee gecentraliseerd, maar de functies in de top bleven vrijwel onveranderd.
Na het overlijden van Conrad Sr. werd hij tegelijk met Jan Blanken benoemd tot inspecteur-generaal, een betrekking die hij tot zijn overlijden, weliswaar steeds in andere dienstkringen, bleef behouden. In 1809 benoemde de koning Goudriaan tot lid van het comité central van de waterstaat, dat was ingesteld om op waterstaatsgebied een wetenschappelijk adviserend college te hebben.
In deze periode waren er een aantal overstromingen, die aanleiding gaven om het stelsel van grote rivieren kritisch te bekijken en verbeteren. Het comité central heeft hierover geadviseerd, maar door de beëindiging van het Koninkrijk Holland is daar op dat moment niets mee gedaan.

Kaart van het gebied rondTexel door Goudriaan

## De Napoleontische tijd
Omdat Napoleon niet tevreden was over het werk van zijn broer, koning Lodewijk werd in 1810 Nederland ingelijfd bij Frankrijk, en dus werd de waterstaat ook een onderdeel van het Franse 'Ponts et Chaussées'. Goudriaan werd evenals Jan Blanken op 3 februari 1811 inspecteur général des ponts et chaussées; hem werd een deel van de 16e inspectie opgedragen, bestaande uit de departementen Bouches de l'IJssel, Frise, Ems occidental en Ems oriental (dus uit Overijssel, Friesland, Groningen, Drenthe en Oost-Friesland); Kampen werd zijn standplaats.
Bij Napoleon's bezoek aan Amsterdam bood Goudriaan de keizer een al in november 1808 door hem, Adrie Blanken en Van Delen gemaakt plan tot waterverversing van Amsterdam door een kanaal uit de Neder-Rijn aan, begroot op 8 miljoen francs. Dit ontwerp was een kanaal van Amerongen via Naarden naar Amsterdam, voor zowel de aanvoer van zoet water naar Amsterdam als voor de Rijnvaart van Amsterdam naar Duitsland. Napoleon keurde dit goed, maar het is nooit uitgevoerd

## De Rijkswaterstaat
Na de restauratie in 1815 werd de Rijkswaterstaat opgericht. De structuur was in eerste instantie dezelfde als die in de Franse tijd. Wel werd er gesleuteld aan de individuele bevoegdheden. Hier waren duidelijk tegenstellingen tussen Blanken en Goudriaan. Blanken wilde meer mensen met praktische ervaring (geen "lieden van de pen"). Zie hiervoor de paragraaf hieronder over dit conflict.
Dat Goudriaan veel oog had voor de menselijke aspecten blijkt ook uit het feit dat hij de commissaris werd van het nieuwe fonds voor de weduwen van officieren van het waterstaatscorps. Hij werd voor zijn verdiensten in 1816 geridderd in de Orde van de Nederlandse Leeuw.
Rijkswaterstaat werd niet alleen verantwoordelijk voor de waterwegen, maar ook voor de doorgaande wegen (dit was in 1811 voor heel het Franse rijk ingevoerd, en werd door Willem I gehandhaafd). De kosten van het wegonderhoud werd betaald met tolgelden, de tolgelden hingen onder meer af van het gewicht van de "vragtwagens", die bovendien niet zwaarder mochten zijn dan het toegelaten gewicht om schade aan de weg te voorkomen. Het was dus nodig om vrachtwagens te wegen. De oorspronkelijke Franse weegbruggen waren in defecte staat, en de ingenieur Dirk Mentz had een alternatief ontwikkeld. Goudriaan ontwikkelde samen met Mentz daarna een verbeterde hydraulische weegbrug. De publicatie hierover is pas in 1834 postuum door zijn zoon uitgegeven.
In deze periode heeft hij ook geprobeerd de kanalen in Drenthe te verbeteren door het schutverlies in de sluizen te beperken door de energie van het afstromende water te gebruiken. Deze schepradsluis bleek echter niet niet te voldoen, het rendement was te laag.
In 1818 maakte hij een eerste ontwerp voor een kanaal van Gent naar Terneuzen. Hier is toen niet aan begonnen, en na 1830 was daar op dat moment geen sprake meer van. In die periode heeft hij wel meegewerkt aan de havenwerken van Oostende en de verbetering van het kanaal van Brugge naar Oostende.
Toen Blanken in 1819 het ontwerp presenteerde voor een Nieuwe Merwede met afsluiting van de Beneden-Merwede, nam Goudriaan, die dadelijk het zwakke punt van dit voorstel (de afsluiting van de Beneden-Merwede) inzag, de invloedrijke kooplieden van Rotterdam en Dordrecht in de arm om het voorstel te bestrijden. De woordvoerder van de kooplieden was Mr. W.B. Donker Curtius, advocaat te Dordrecht en bestuurslid van de Alblasserwaard, verzette zich tegen het plan. De vorming de rivier door de Biesbosch is dan later ook zonder die afsluiting tot stand gekomen.
In de periode 1818-1822 was er overleg over de aanleg het kanaal wat later de Zuid-Willemsvaart zou worden. Goudriaan heeft zich met name sterk verzet tegen de doortrekking van het kanaal van Lozen/Bocholt naar Antwerpen. Dit zou de concurrentiepositie van Rotterdam en Amsterdam te veel benadelen, en dan zou er dus geen financiering vanuit Holland voor de Willemsvaart komen.
Het was in die tijd gangbaar om dijkdoorbraken te voorkomen door de aanleg van overlaten (en dus eigenlijk retentiebekkens te maken) om zo de schade enigszins te beperken. Goudriaan was hier een sterke voorstander van en heeft een aantal van deze overlaten ontworpen, zoals blijkt uit zijn tekening van 1824.
In 1823 waren de ambtelijke kosten van de waterstaat erg hoog geworden, en er moest fors gereorganiseerd worden. Goudriaan kreeg uiteindelijk de functie van Administrateur van de Waterstaat (een soort Secretaris-Generaal)

### Normaal Amsterdams Peil
Wegens het grote aantal verschillende peilen langs de Nederlandse rivieren drong Goudriaan in 1815 aan alle rivieren te voorzien van eenzelfde peil. Dit in tegenstelling tot Jan Blanken die metingen langs de rivieren wilde refereren aan het Noodpeil. Het noodpeil was het peil waarboven er een te grote kans was op overlopen van de dijken, en dus op ongecontroleerde dijkdoorbraken. Deze noodpeilen vormden dus een schuin referentievlak, dat ongeveer evenwijdig lag aan de verhanglijn van de rivier. Zo'n scheef vlak heeft praktische voordelen, omdat bijvoorbeeld de dijkhoogte overal evenveel boven het noodpeil moet liggen en dat voor bevaarbaarheid van de rivier er overal een redelijk vaste diepte onder dat peil nodig is. Het noodpeil had dus een gelijke structuur als het huidige "overeengekomen lage rivierstand" (OLR). Het bezwaar van het noodpeil was dat een scheef referentievlak niet makkelijk meet, en met name in het laagland problematisch is. Uiteindelijk is het pleit gewonnen door Goudriaan, maar dit was wel een van de zaken die tot de frictie tussen Goudriaan en Blanken geleid hebben. Bij Koninklijk Besluit van 18 februari 1818 werd het Amsterdams Peil (A.P.) als algemeen vergelijkingsvlak voorgeschreven. Om de nauwkeurigheidswaterpassing te onderscheiden van eerdere uitgevoerde waterpassingen werd de naam later Normaal Amsterdams Peil (N.A.P.). Goudriaan was ook initiatiefnemer tot vervaardiging van de rivierkaart op een schaal van 1:10.000.

### De Zuid Willemsvaart
In de jaren voor 1821 was er een ontwerp gemaakt voor het kanaal van Maastricht naar 's-Hertogenbosch. In 1823 werd de financiering door de Kamer goedgekeurd. Maar al in april 1822 vond de eerste aanbesteding plaats en direct daarna werd met het veldwerk begonnen. De werkzaamheden waren in oktober zover gevorderd dat Goudriaan de koning voorstelde 'met plechtigheid' de eerste steen te leggen. Bij deze gelegenheid stelde hij tevens voor het kanaal de naam 'Zuid- of Groote Willemsvaart' te geven. De eerste hoeksteen werd op 11 november 1822 in 's-Hertogenbosch gelegd door De Brouckère, de gouverneur van Limburg. Een half jaar later bracht de koning met zijn gevolg een bezoek aan Maastricht. De koning liet zich daarbij vergezellen door Krayenhoff en Goudriaan, die de koning informeerden over hun projecten, de nieuwe fortificatiewerken en de richting van de Zuid-Willemsvaart. Goudriaan bleef tot eind 1823 de directie voeren over de aanleg van de vaart.
In oktober 1823 werd zijn zoon Bernard Goudriaan benoemd tot ingenieur 1e klasse. In deze rang kon hij de werkzaamheden van een hoofdingenieur waarnemen en derhalve de directie voeren over zo'n grootschalig werk. Hij nam dan ook de directievoering van zijn vader over.
De Zuid-Willemsvaart werd volgens het projectplan van Goudriaan in vier jaar tijd aangelegd. Het voor de scheepvaart bestemde kanaal had een dwarsprofiel dat groot genoeg was zodat twee schepen elkaar moeiteloos konden passeren. De lengte van het kanaal was ruim 120 kilometer en het werd voorzien van 37 enkelvoudige bruggen, 2 vaste bruggen, 9 veerponten en 21 schutsluizen. Deze sluizen overbrugden samen een verval van veertig meter.

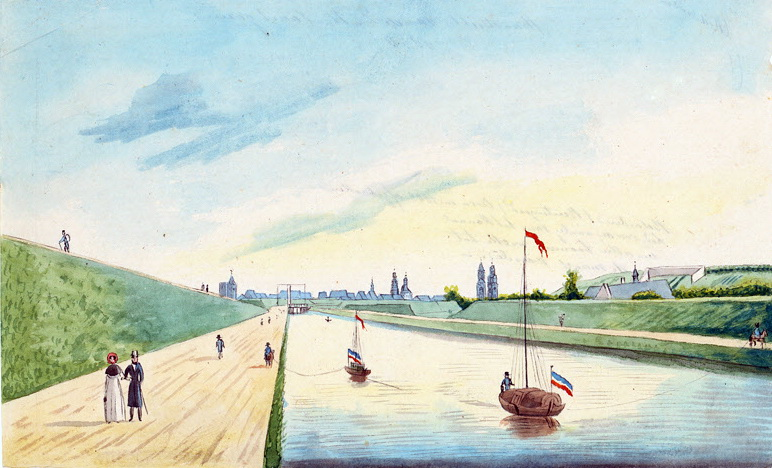
De Zuid-Willemsvaart in 1840

Bij de bouw van de Maastrichtse sluizen werd door Goudriaan een nieuwe techniek toegepast. Het probleem was dat het water in de bouwput van de sluis opwelde, waardoor deze bouwputten niet konden worden drooggelegd. De oplossing was dat de putten tot een bepaalde diepte uitgebaggerd werden. Daarna werd aan beide uiteinden van de te bouwen sluis een houten damwand geslagen tot even boven de grondwaterstand. Vervolgens werd met behulp van twee langwerpige vaartuigen op de bodem een laag beton gestort, waardoor na verharding een waterdichte funderingsplaat ontstond. Nadat ook de zijwanden waren gestort en uitgehard, kon de sluis drooggepompt en verder afgebouwd worden, waarna de damwanden werden verwijderd. Deze toepassing van beton, een in die tijd relatief nieuw bouwmateriaal, bij het funderen van sluizen beschreef Goudriaan in een verhandeling voor de Hollandsche Maatschappij der Wetenschappen in 1828. Hij werd daarvoor beloond met een gouden medaille en een geldprijs.
Het kanaal werd In juni 1825 gedeeltelijk voor de scheepvaart opengesteld. De feestelijke opening vond plaats op 24 augustus 1826, de verjaardag van Willem 1. Goudriaans oorspronkelijke raming voor de aanleg bedroeg 3,7 miljoen gulden. De werkelijke kosten waren 4,5 miljoen gulden, wat een overschrijding van 22% was. Het door Jan Blanken uitgevoerde Noordhollands Kanaal, wat in dezelfde periode aangelegd werd kostte 10 miljoen gulden; de raming werd hier met 35% overschreden.
In 1826 was er weer een reorganisatie bij de Waterstaat waarbij Goudriaan weer een technische functie kreeg. Hij werd weer een directe collega van Blanken, met alle problemen van dien.

### Het Markens kanaal (Goudriaankanaal)

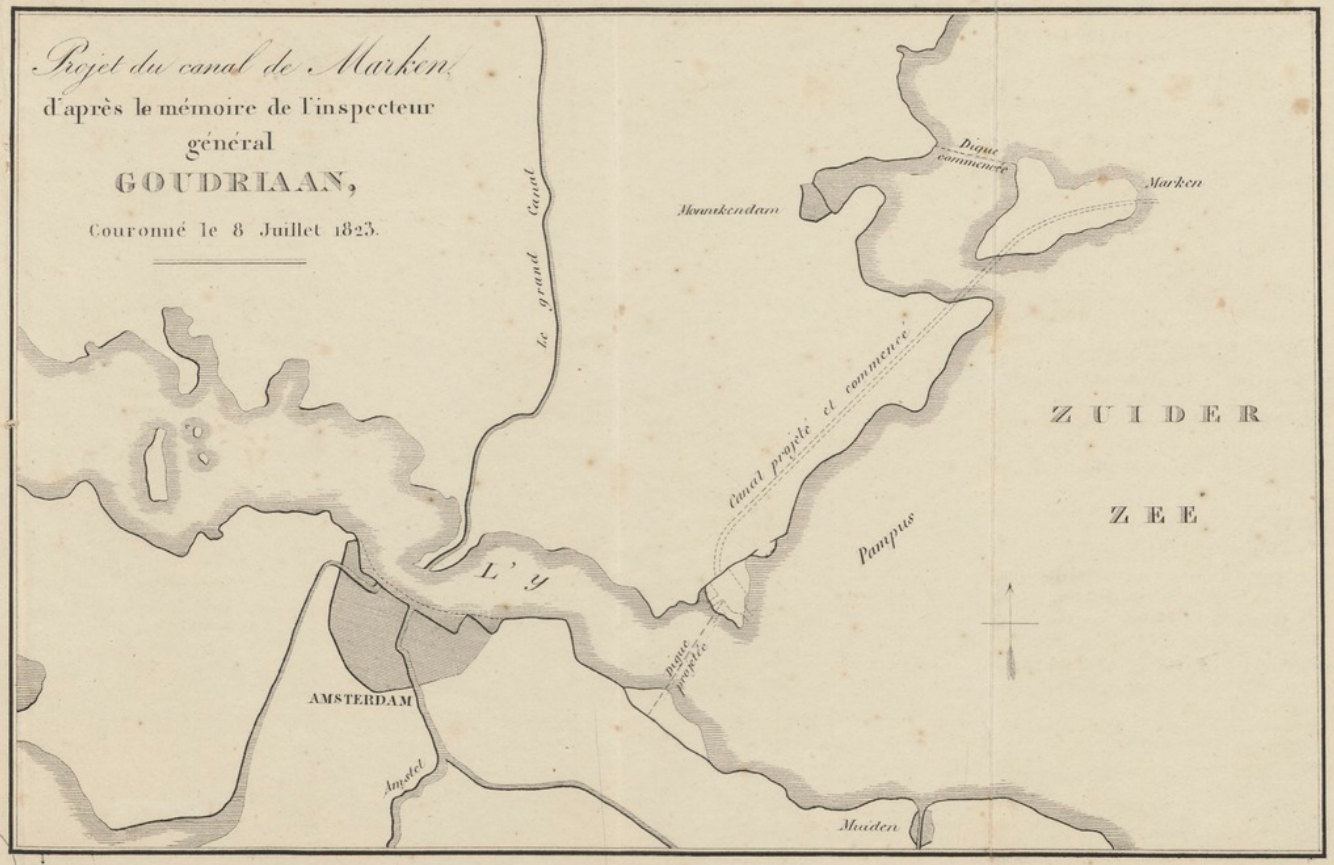
Het Markens kanaal van Goudriaan

Al sinds de 17e eeuw was de aanslibbing van het IJ een probleem voor de stad Amsterdam. Daar komt bij dat door de ondiepte van Pampus de haven niet bereikbaar was voor grotere schepen. Eén van de oplossingen hiervoor was de aanleg van het Groot Noordhollands Kanaal, uitgevoerd onder leiding van Jan Blanken. Het probleem van dit kanaal was dat de vaartijd van Den Helder naar Amsterdam lang en moeizaam was (de schepen moesten getrokken worden door jaagpaarden). Goudriaan kwam met een alternatief dat het Markens Kanaal (en later ook Goudriaankanaal of Oostervaart) genoemd wordt. Goudriaan maakte samen met Dirk Mentz hiervoor een plan. Zij stelden voor om het IJ bij Schellingwoude af te sluiten met een dam, zodat het IJ een getijloos zoetwatermeer zou worden en daardoor geen last meer zou hebben van de aanslibbing. Mentz stelde voor om vanuit dit IJmeer een kanaal naar zee te graven bij Zandvoort. Goudriaan stelde voor om een kanaal te graven vanaf Durgerdam door Waterland naar Marken, en dan door het eiland Marken naar de Zuiderzee. Dit plan werd in 1824 door de koning bekrachtigd, maar het kwam toen nog niet tot uitvoering.De (inter)nationale watersnoodramp van 1825 die ook in Waterland grote schade opleverde maakte het voorstel van Goudriaan actueel. Koning Willem I gaf Goudriaan enkele maanden later, in april 1825, opdracht een ontwerp te maken voor de afdamming van het IJ en een nieuwe waterweg door Waterland en Marken. Onderdeel van dit plan was ook een dam van Marken naar Katwoude om de stroming rond Marken sterker te maken, en daardoor uitschuring te creëren. Men vond een doorgraving van de duinen te riskant, en dus werd er voor het Markens kanaal gekozen. Monnickendam zou dan ook geen open toegang meer hebben tot de zee, en was daar dus zeer op tegen. In m1i 1826 werd het werk aanbesteed. Er bleef echter nogal wat oppositie (met name vanuit de stad Amsterdam) en ook de begroting was niet helemaal op orde. Koning Willem 1 was een sterk voorstander en drukte het project door, ondanks dat er geen parlementaire steun voor was. Er bleef gedoe, en uiteindelijk hakte in maart 1828 koning Willem 1 de knoop door en stopte hij het project. Goudriaan kreeg de schuld van dit fiasco.

## Uitvindingen en innovaties
- In Frankrijk was als afsluiting van dokken de schipdeur (porte bateau) uitgevonden. Jan Blanken heeft deze geïntroduceerd voor het marinedok In Hellevoetsluis. Deze deur is in 1802 door Pieter Glavimans op de marinewerf in Medemblik gebouwd. Het bezwaar van zo’n deur is dat het openen en sluiten heel omslachtig is. Goudriaan heeft daarom een aanpassing gemaakt door een tweetal paar punt deuren in de constructie op te nemen, waardoor kleinere schepen het dok in en uit konden varen zonder de hele schipdeur te verwijderen. Zo’n deur werd in 1806 voor het dok in Medemblik gebouwd.

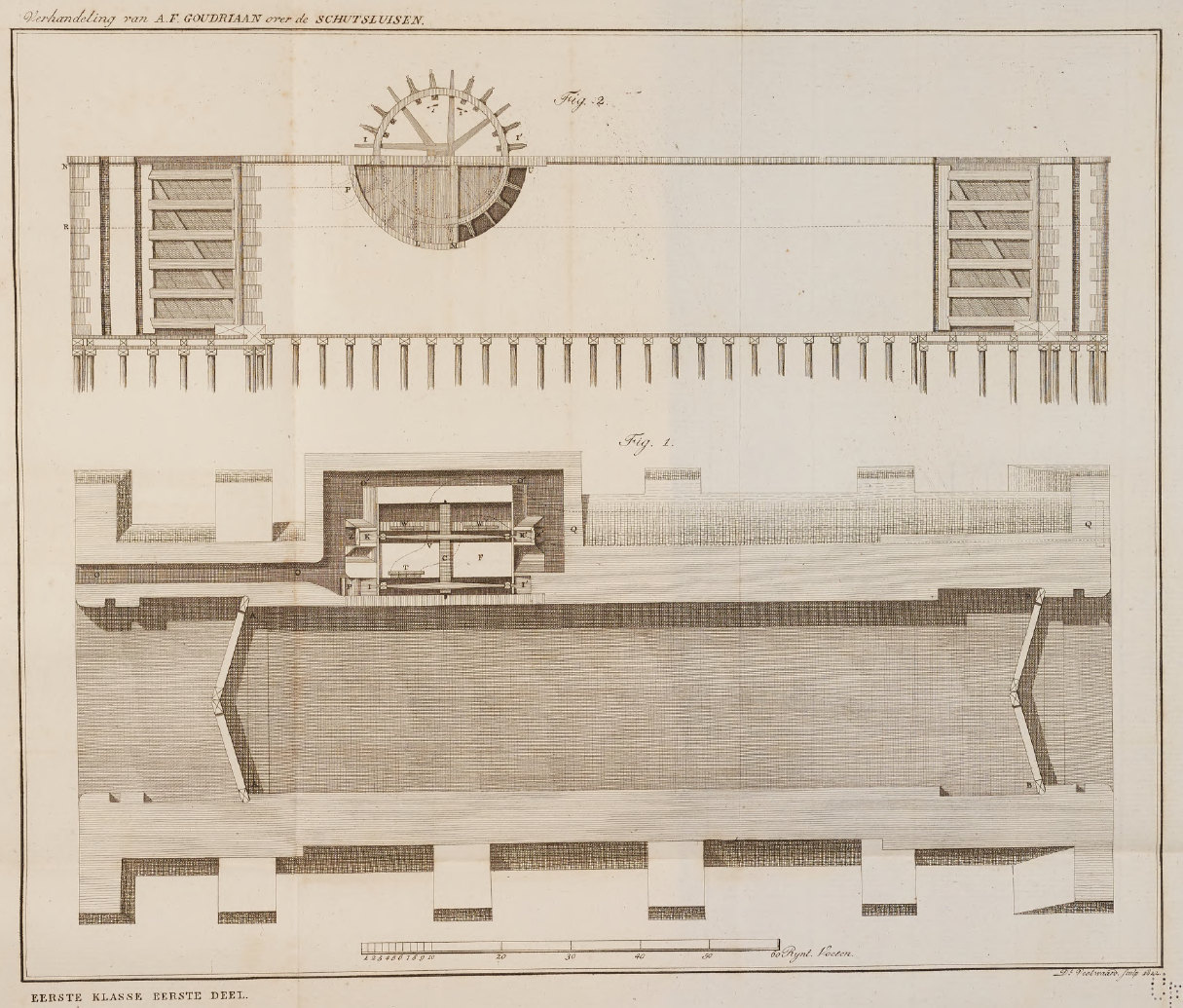
Overzicht van de werking van een schepradsluis

- Hij heeft rond 1810 ook de schepradsluis uitgevonden. Bij het lossen van water bij de afwaartse schutting werd daarbij het water zonder meer geloosd op het benedenpand, maar via een scheprad. Dit scheprand pompte (een deel van) het water weer terug in het bovenpand, waardoor het schutverlies beperkt werd. Bij de Pastoorsluis (Haveltersluis) en de Uffeltersluis in de Drentse Hoofdvaart is dit toegepast, maar het rendement bleek veel te laag te zijn. De uitvoering van deze sluizen was door Henri François Fijnje van Salverda, die toen aspirant-ingenieur in Drenthe was. Bij de Uffeltersluis is in 1925 is op de plaats van het scheprad een gemaal gebouwd.
- Samen met Dirk Mentz ontwikkelde hij in 1815 een weegbrug. Later verbeterde hij die nog en maakte ook een hydraulische variant, die goedkoper was. Ook ontwikkelde hij een verplaatsbare weegbrug, wat controle op te zwaar beladen vrachtwagens aanmerkelijk kon vereenvoudigen. Zie zijn postume publicatie van 1834
- In 1817 komt hij met zijn ontwerp voor registrerende peilschalen, windrichting- en windkrachtmeters. Hij toont daarin een goed begrip van werktuigkunde te hebben: de details zijn zeer goed uitgewerkt. Dit systeem is sindsdien op veel plaatsen in Nederland toegepast (zie zijn publicatie van 1817). In Engeland werd dit systeem in 1831 bij Sheerness geïntroduceerd door J. Mitchell.[4][5]
- Ook bekeek en beoordeelde hij innovaties van anderen, zoals bijvoorbeeld de verbeterde baggermolen van Eckhardt uit 1817.[6]

## Het conflict tussen Jan Blanken en Adriaan Goudriaan
Beide ingenieurs waren collega's en voor een deel ook rivalen in de ambtelijke hiërarchie van de waterstaat. Blanken was een meer militair geschoold man, en wat meer een autodidact dan Goudriaan, die dankzij zijn vader een goede training op dit gebied had gekregen. Goudriaan had meer mathematische kennis en was diplomatieker dan Blanken. Blanken was weliswaar 13 jaar ouder dan Goudriaan, maar omdat Goudriaan al op jonge leeftijd in de waterbouw werkzaam was, ontliepen ze elkaar niet veel in ervaring. Beide waren ambitieus, Een eerste conflict ontstond toen Goudriaan het ontwerp van een Waaiersluis van Jan ten Holt uit Kampen bekeek. Goudriaan vond dit een interessante ontwerp, maar was van mening dat het concept niet goed kon werken en te duur was. Een paar jaar later kwam Blanken met dit ontwerp en claimde dat dit zijn uitvinding was en vroeg er octrooi op aan. Er ontstond een discussie die niet tot een goed einde kwam. Kort daarna werd in de Franse tijd de waterstaat veelvuldig gereorganiseerd, waardoor er een stoelendans ontstond. Op een gegeven moment was er een vacature voor Inspecteur-generaal. De toenmalige minister (Twent van Raaphorst) benoemde Blanken tot Inspecteur van de Rijkswaterstaat, en zorgde dat Goudriaan Inspecteur-generaal van de departementale waterstaat werd. Hij benoemde dus als zijn topadviseurs twee zeer deskundige, maar qua karakter heel verschillende mensen. Na 1814 moest er weer een nieuwe waterstaats-organisatie komen. Blanken stelde een organisatie voor op meer militaire voet (hij stelde zelfs voor dat het een onderdeel van de Genie kon worden), terwijl Goudriaan meer voor een zuiver civiele organisatie was. Hierbij heeft Blanken regelmatig geprobeerd om Goudriaan in een kwaad daglicht te plaatsen. Na veel gedoe kwam er een op militaire leest geschoeid ‘Corps Ingenieurs van de Waterstaat en Publieke Werken’ met twee inspecteurs-generaal (Blanken en Goudriaan). Goudriaan werd verantwoordelijk voor Zuid en Oost Nederland (dus inclusief België). Beiden waren niet gelukkig, Blanken omdat het Corps niet gelijkwaardig gezien werd aan de militaire Genie, en Goudriaan omdat hij weinig belangstelling had voor de waterbouw in de hoger gelegen gebieden. Blanken kwam in die jaren ook met een plan tot aanleg van een Nieuwe Merwede (en afsluiting van de Merwede bij Hardinxveld), waar Goudriaan zeer op tegen was. De tegenstand die Blanken van Goudriaan ondervond in relatie tot de Nieuwe Merwede maakte Blanken in deze periode bijzonder geïrriteerd. Bij de reorganisatie van 1823 werd Goudriaan benoemd tot Administrateur van de Waterstaat, en Blanken tot (enige) Inspecteur-generaal. Dit plaatse Goudriaan boven Blanken. Maar de voornamelijk administratieve functie belette Goudriaan wel om zijn waterbouwkundige creativiteit in de praktijk toe te passen. De spanningen tussen hem en Blanken liep weer hoog op, vooral bij de discussies bij genootschappen als de Hollandsche Maatschappij der Wetenschappen. Bij de projecten als het Kanaal door Marken (wordt nu Goudriaankanaal genoemd) maar ook bij personeelszaken waren er publiekelijk tegenstellingen. Blanken vond dat bij promoties met name de anciënniteit van betrokkene de doorslag moest geven, terwijl Goudriaan meer belang hechtte aan kennis en bereikte resultaten. Hierdoor werden soms jongere mensen bevorderd, hetgeen tot scheve gezichten leidde bij oudere ambtenaren. Op grond hiervan werd Goudriaan soms van nepotisme beschuldigd, temeer daar hij ook zijn zoon op een aantrekkelijke positie plaatste (overigens goed onderbouwd). Uit de archiefstukken blijkt dat het alleen Blanken is die zich iedere keer door Goudriaan benadeeld voelt, en daarover klaagt. Men kan zich dan afvragen of het geschetste beeld wel geheel de realiteit benadert, of namelijk ook Goudriaan zich niet te buiten ging aan klachten over Blanken. Naar aanleiding van de gevonden archiefstukken constateert Westphal dat dit niet het geval was. Dit in tegenstelling van de nogal tendentieuze negatieve beeldvorming van Ramaer.

## Familie
De familie Goudriaan heeft een lange geschiedenis binnen Waterstaat. Zo waren zijn grootvader Arie Goudriaan en vader Barend Goudriaan (1728-1805) beiden landmeter en waterbouwkundige. Hij trouwde met Guurtje Omhein en had meerdere kinderen, waarvan de meesten jong zijn overleden. Zijn zoon, Bernardus Hermanus Goudriaan, werd later hoofdingenieur van Rijkswaterstaat in algemene dienst. Gedurende zijn loopbaan heeft Goudriaan geen fortuin opgebouwd. Hij heeft altijd in huurhuizen gewoond. Zijn aanzien was ondanks het gedoe in de laatste jaren toch heel groot gebleven. Zijn weduwe kreeg na zijn overlijden behalve het weduwepensioen waar ze van rechtswege recht op had no geen extra pension van ƒ 500 per jaar.

## Onderscheidingen
In 1811 werd Goudriaan door Keizer Napoleon Bonaparte benoemd als Ridder in het Legioen van Eer voor de vele verdiensten in Nederland en in 1815 ontving Goudriaan uit handen van Koning Willem I het Kruis van de Orde van de Nederlandse Leeuw. Het Ridderkruis van het Legioen van Eer is nog steeds in handen van de familie.
Verscheidene malen is Goudriaan voor de beantwoording van prijsvragen met goud bekroond, hij werd in 1794 lid van het Bataafsch Genootschap te Rotterdam, in 1804 lid van het Provinciaal Utrechtsch Genootschap, in 1808 lid van de Hollandsche Maatschappij der Wetenschappen te Haarlem. In 1808 werd ook opgericht het Koninklijk Instituut van Wetenschappen, waar hij ook lid van werk. in april 1826 werd hij staatsraad in buitengewone dienst.
- Biografisch Portaal: 00141370
- Digitale Bibliotheek voor de Nederlandse Letteren: goud032
- Gemeinsame Normdatei: 143676598
- International Standard Name Identifier: 0000 0001 1690 9436
- Library of Congress Control Number: no2009122052
- Nederlandse Thesaurus van Auteursnamen: 070598606
- Virtual International Authority File: 96826309
- WorldCat: E39PBJc3DJdh8dCxc47wrwhfv3